# August (Name)
August (Betonung auf erster Silbe [ˈaʊ̯ɡʊst]) ist ein männlicher Vorname und Familienname.

## Herkunft und Bedeutung
- lateinisch Augustus ‚der Erhabene‘

Der Monat August wurde nach dem römischen Kaiser Augustus benannt.

## Namenstag
Namenstag ist der 28. August (Hl. Augustin)

## Varianten

### Männlich
- Augustin
- englisch: Austin
- finnisch: Aukusti
- französisch: Auguste
- isländisch: Ágúst
- italienisch, spanisch, portugiesisch: Augusto, Agostino
- lateinisch: Augustus, Gustinus, Augustinus
- niederländisch: Austen, Guus, Augustijn, Stijn
- slowenisch: Avgust
- sorbisch: Hawštyn, Awgust
- spanisch: Agustín
- ungarisch: Ágoston

Abkürzungen
Gustel, Gustl, Gusti, Auggie, Archie, Aggu

### Weiblich
Augusta, siehe dort für Varianten.
- Agustina

## Bekannte Namensträger

### Herrschernamen
- August (1526–1586), Kurfürst von Sachsen, Regierungszeit (1553–1586)
- August II., König von Polen, auch als Friedrich August I. der Starke Kurfürst von Sachsen (1670–1733)
- August III., König von Polen, auch als Friedrich August II., Kurfürst von Sachsen (1696–1763)
- August I. (Oldenburg) (1783–1853), Großherzog von Oldenburg
- Friedrich August (Oldenburg, Großherzog) (1852–1931), Großherzog
- August I. (Braunschweig-Lüneburg) (1568–1636), Herzog
- August II. (Braunschweig-Wolfenbüttel) (1579–1666), Fürst
- August (Anhalt-Plötzkau) (1575–1653), Fürst von Anhalt-Plötzkau
- August (Pfalz-Sulzbach) (1582–1632), Pfalzgraf  und Herzog von Pfalz-Sulzbach
- August (Sachsen-Gotha-Altenburg), Herzog (1722–1822)
- August (Sachsen-Merseburg-Zörbig) (1655–1715), Herzog von Sachsen-Merseburg-Zörbig
- August (Sachsen-Weißenfels) (1614–1680), Herzog von Sachsen-Weißenfels-Querfurt
- August (Sachsen-Lauenburg) (1577–1656), Herzog
- August (Schleswig-Holstein-Sonderburg-Norburg-Plön) (1635–1699), Herzog
- August Christian (Anhalt-Köthen) (1769–1812), Fürst von Anhalt-Köthen
- August David zu Sayn-Wittgenstein-Hohenstein (1663–1735), Graf
- August Wilhelm (Braunschweig-Wolfenbüttel) (1662–1731), Herzog zu Braunschweig und Lüneburg und Fürst von Braunschweig-Wolfenbüttel
- August Wilhelm (Braunschweig-Wolfenbüttel-Bevern) (1715–1781), Herzog von Braunschweig-Wolfenbüttel-Bevern und preußischer General
- August Wilhelm von Preußen (1722–1758), preußischer Prinz und General
- August Wilhelm von Preußen (1887–1949), preußischer Prinz und SA-Obergruppenführer

### Vorname
- August Aichhorn (1878–1949), österreichischer Pädagoge und Psychoanalytiker
- August Ames (1994–2017), kanadische Pornodarstellerin
- August Auinger (* 1955), österreichischer Motorradrennfahrer
- August Bebel (1840–1913), deutscher Politiker
- August von Bechmann (1834–1907), deutscher Hochschullehrer
- August Bier (1861–1949), deutscher Chirurg und Hochschullehrer
- August Born (1923–1998), deutscher Politiker (EWG)
- August Borsig (1804–1854), deutscher Unternehmer
- August Burkei (1922–2009), deutscher Bauingenieur
- August Chełkowski (1927–1999), polnischer Physiker und Politiker
- August Egbert von Derschau (1845–1883), deutscher Jurist und Romanschriftsteller
- August Jean Diederich (* 1997), deutscher Rapper
- August Diehl (* 1976), deutscher Schauspieler
- August Eskelinen (1898–1987), finnischer Skisportler
- August Everding (1928–1999), deutscher Regisseur und Intendant
- August von Finck senior (1898–1980), deutscher Bankier
- August von Finck junior (1930–2021), deutscher Investor und Bankier
- August François von Finck (* 1968), deutsch-schweizerischer Unternehmer
- August von Goethe (1789–1830), Weimarer Hofbeamter und Sohn Goethes
- August Heinrich (Maler) (Johann August Heinrich; 1794–1822), deutscher Maler
- August Heinrich (Fossiliensammler) (1859–1926), österreichischer Arzt und Fossiliensammler
- August Heinrich (Schauspieler) (1881–1965), deutscher Schauspieler und Schriftsteller
- August Hermann Francke (1663–1727), deutscher Theologe
- August Froehlich (1891–1942), deutscher römisch-katholischer Priester, Widerstandskämpfer und Märtyrer
- August Harlacher (1842–1907), deutscher Tenor und Opernregisseur
- August Hlond (1881–1948), polnischer Kardinal, Primas von Polen
- August Hobl (* 1931), deutscher Motorradrennfahrer
- August Horch (1868–1951), deutscher Maschinenbauingenieur und Gründer der Automobilbauunternehmen Horch und Audi
- August Howaldt (1809–1883), norddeutscher Ingenieur und Unternehmer
- August Wilhelm Iffland (1759–1814), deutscher Schauspieler
- August Kammer (1912–1996), US-amerikanischer Eishockeyspieler
- August Koellner (1813–1906), deutsch-US-amerikanischer Maler, Zeichner, Lithograf, Kupferstecher und Verleger
- August Klotz (1857–1925), deutscher Jurist und Oberbürgermeister in Düren
- August von Kotzebue (1761–1819), deutscher Dramatiker
- August Lentz (Philologe) (1820–1868), deutscher Klassischer Philologe
- August Carl Libert Lentz (1827–1898), deutscher Maler
- August von Lentze (1832–1920), preußischer General der Infanterie
- August Lentze (1860–1945), deutscher Politiker, Finanzminister Preußens
- August Lenz (Bankier) (1905–1960), deutscher Bankier
- August Lenz (Fußballspieler) (1910–1988), deutscher Fußballspieler
- August von Loehr (1847–1917), österreichischer Eisenbahningenieur und Mineralien- und Münzsammler
- August von Loehr (1882–1965), österreichischer Numismatiker und Geldhistoriker
- August Lübben (1818–1884), deutscher Germanist, Bibliothekar und Gymnasiallehrer
- August Macke (1887–1914), deutscher Maler
- August Melchner (1899–1967), deutscher Wirtschaftsprüfer und Politiker
- August Metz (1818–1874), deutscher Jurist und Politiker
- August Metz (1849–1920), deutscher Jurist und Politiker
- August Moll (1822–1886), österreichischer Apotheker
- August Momberger (1905–1969), deutscher Automobilrennfahrer und Ingenieur
- August Mülberger (1822–1905), deutscher Tuchfabrikant und Politiker
- August von Oppermann (1821–1892), deutscher Offizier, preußischer Generalmajor
- August Pepöck (1887–1967), österreichischer Komponist und Kapellmeister
- August von Platen-Hallermünde (1796–1835), deutscher Dichter
- August Prüssing (1896–1967), deutscher Ingenieur
- August Querfurt (1696–1761), deutscher Maler
- August Sander (1876–1964), deutscher Fotograf
- August Wilhelm Schlegel (1767–1845), deutscher Schriftsteller
- August Spies (Journalist) (1855–1887), deutsch-US-amerikanischer Journalist und Arbeiterführer
- August Spies (Politiker) (1893–1972), deutscher Politiker
- August Stadler (1850–1910), Schweizer Philosoph und Hochschullehrer
- August Stein (1842–1903), deutscher Bergbauunternehmer
- August Stein (1851–1920), deutscher Journalist und Publizist
- August Sternberg (1852–1932), deutscher Bankier und Börsenmakler
- August Stolberg (1864–1945), deutscher Kunsthistoriker, Geograph, Meteorologe und Polarforscher
- August Zirner (* 1956), US-amerikanisch-österreichischer Schauspieler

### Familienname
- Alba August (* 1993), schwedisch-dänische Schauspielerin
- Amadeus August (1942–1992), deutscher Schauspieler
- Amaryllis August (* 2003), dänische Schauspielerin
- Anders Frithiof August (* 1978), dänischer Drehbuchautor
- Andrew August (* 2005), US-amerikanischer Radrennfahrer
- Asta Kamma August (* 1991), schwedisch-dänische Schauspielerin
- Bernd August (1952–1988), deutscher Boxer
- Bille August (* 1948), dänischer Film- und Fernsehregisseur
- David August (* 1990), deutscher DJ und Musikproduzent
- Ernst Ferdinand August (1795–1870), deutscher Physiker
- Flo August, Produzent und Songwriter
- Friedrich August (Mathematiker) (1840–1900), deutscher Mathematiklehrer
- Georg August von Auenfels (1773–1852), österreichischer Generalmajor
- Gregg August (* ≈1975), US-amerikanischer Jazzmusiker
- Heribert August (* 1947), deutscher Pfarrer
- Jochen August (* 1954), deutscher Holocaustforscher
- John August (* 1970), US-amerikanischer Journalist und Drehbuchautor
- Joseph H. August (1890–1947), US-amerikanischer Kameramann
- Marlon August (* 1982), südafrikanischer Judoka
- Oskar August (1911–1985), deutscher Geograph und Historiker
- Paul August (1906–1980), deutscher Künstler
- Pernilla August (* 1958), schwedische Schauspielerin
- Peter August (Pietro Augusto; 1726–1787), Komponist (etwa für das Gallichon) und Organist
- Solveig August (* 1969), deutsche Schauspielerin